# 岡部英男
岡部英男（日语：／ Okabe Hideo */?，1928年8月20日—2020年2月4日），日本政治人物，前众议院议员（1998年－2000年）。

## 生平
1928年生。1951年毕业于法政大學工学部。曾任岡部工務店社長。1970年当选县议会议员。1985年就任议长。1998年2月，因为塚原俊平逝世而補選为众议院议员。2000年在議員總選舉中落选。2003年退出政坛，担任茨城县建設協会会長。2014年，获授旭日中綬章。
2020年2月4日上午9時5分因肺炎在日立市内的一家医院逝世。终年91岁。